# Печерская (станция метро)
«Пече́рская» (укр. «Пече́рська» (слушать)о файле) — 39-я станция Киевского метрополитена. Расположена в Печерском районе города Киева, на Сырецко-Печерской линии между станциями «Кловская» и «Зверинецкая». Станция открыта 27 декабря 1997 года. Название получила по исторической местности Печерск, около которой станция расположена. Пассажиропоток — 24,7 тыс. чел./сутки.

## Конструкция
Станция глубокого заложения. Глубина залегания составляет около 90 м, что делает её второй в мире по этому параметру после станции «Арсенальная» (105,5 м). Имеет три подземных зала — средний и два зала с посадочными платформами. Залы станции соединены между собой рядом проходов-порталов, которые чередуются с пилонами.

## Вестибюли
Средний зал при помощи эскалаторного тоннеля с четырёхленточным двухмаршевым эскалатором соединен с подземным вестибюлем, который выходит в подземный переход, выходящий на пл. Леси Украинки. Между маршами эскалатора размещен промежуточный вестибюль. Наземный вестибюль отсутствует.

## История строительства
В 1991 году, когда открылся участок от «Кловской» до «Зверинецкой», станцию «Печерская» оставили транзитной. К 1992 году был пройден верхний эскалаторый тоннель. Однако из-за сложных геологических условий, большой глубины заложения, а также высокой стоимости было тяжело построить наклонный эскалаторный тоннель. На строительстве произошло три аварии. Почти 4 года стройка была «заморожена», основные усилия метростроя были направлены на прокладку метро в сторону Харьковского массива. Закончить сооружение станции удалось лишь в конце 1997 года.

## Оформление
Пилоны облицованы белым мрамором, их торцовые стороны — вставками из пиленого гранита.
Световая линия центрального зала выполнена из светильников, размещенных в перекрёстных плоскостях, на полу ей соответствует орнамент в виде крестов из красного и серого гранита. Свод платформенных залов полностью покрыт продольными полосами из матового анодированного металла под золото, который отражает рассеянный свет от светильников под карнизом со стороны платформы.
Промежуточный межмаршевый вестибюль выполнен в виде купольного зала, цилиндрическая часть которого облицована белым мрамором, а купольная — белым металлом. В центр купола помещена восьмиугольная звезда из жёлтого металла.

## Изображения

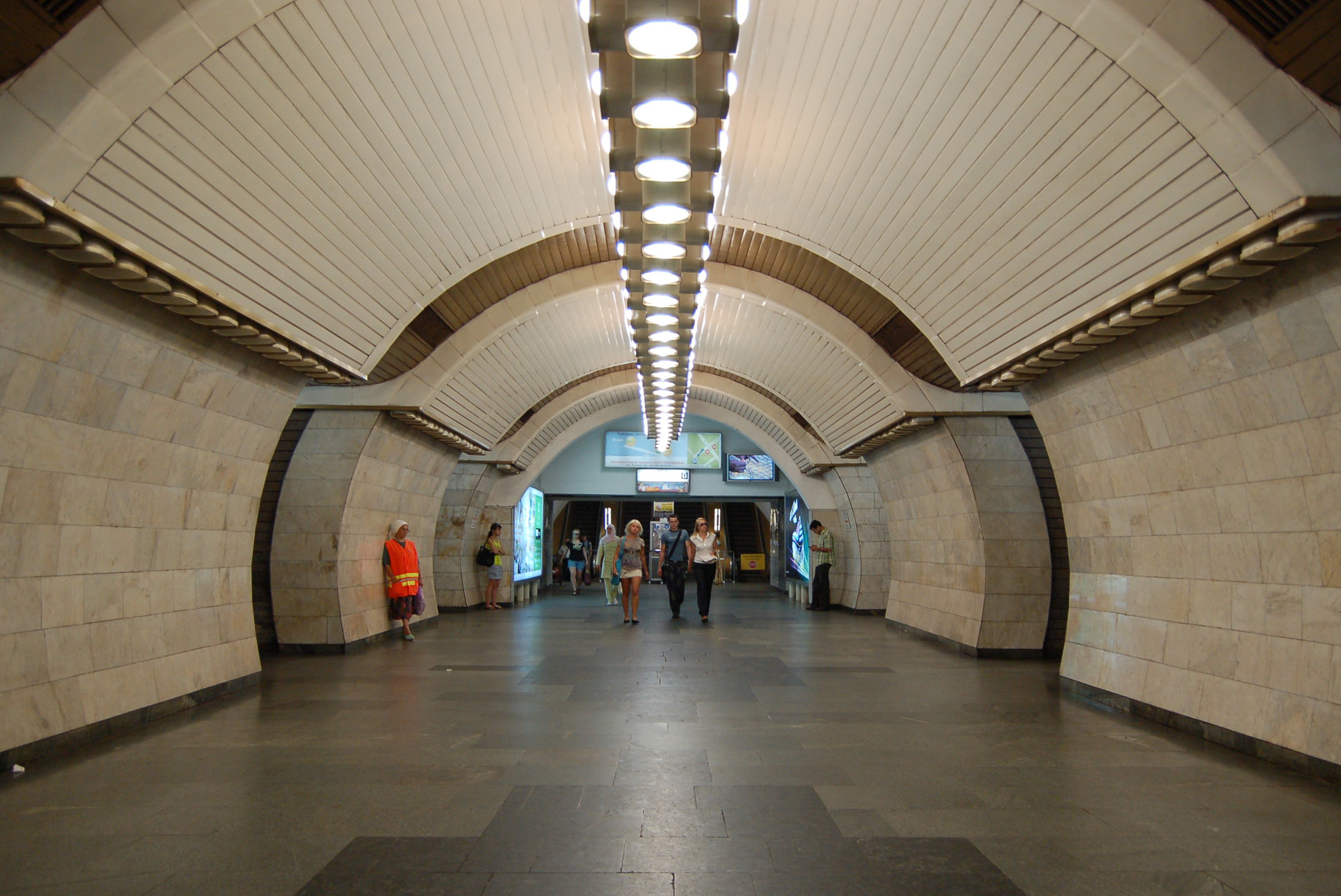
Центральный зал
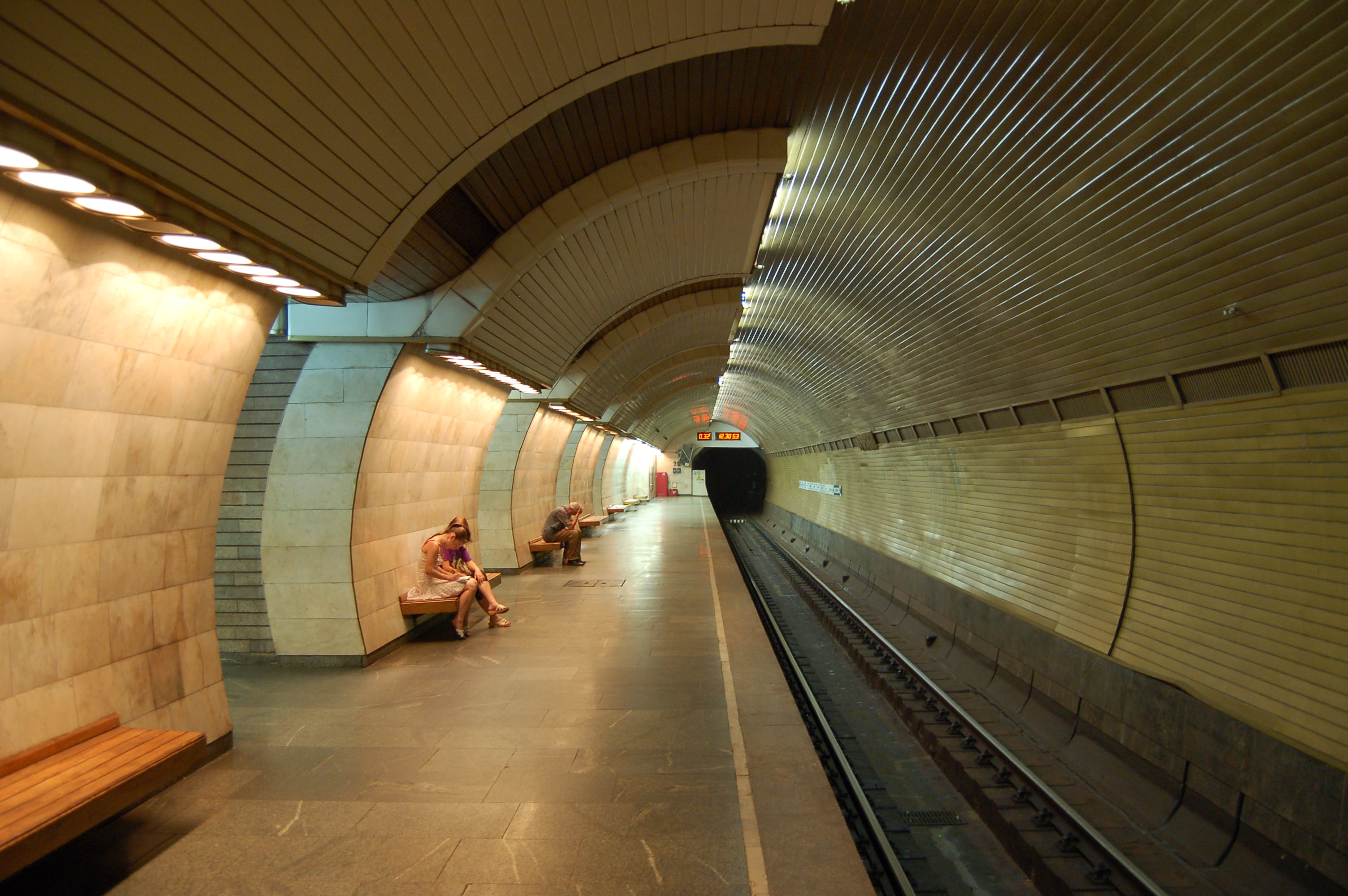
Посадочная платформа
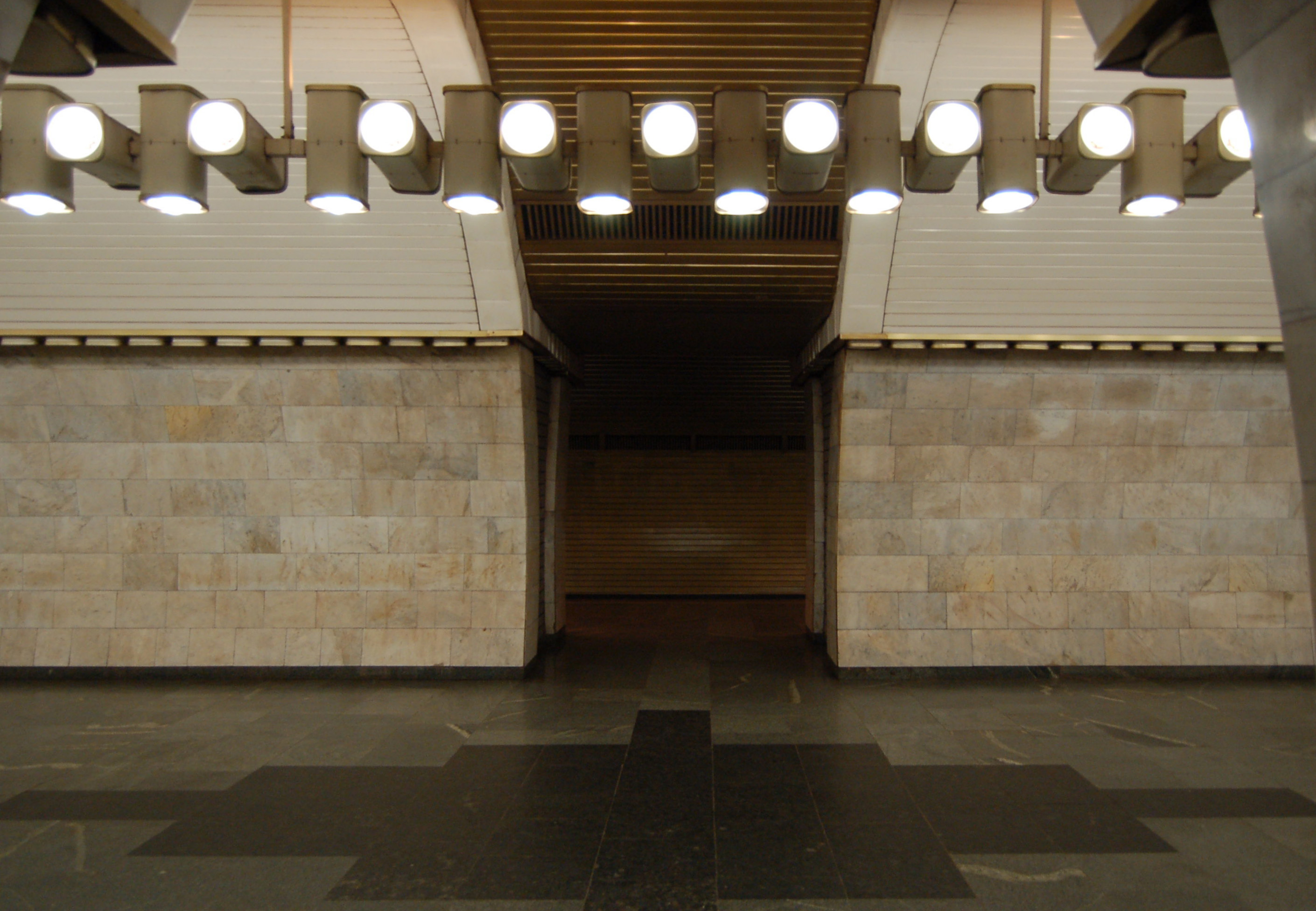
Форма пилонов
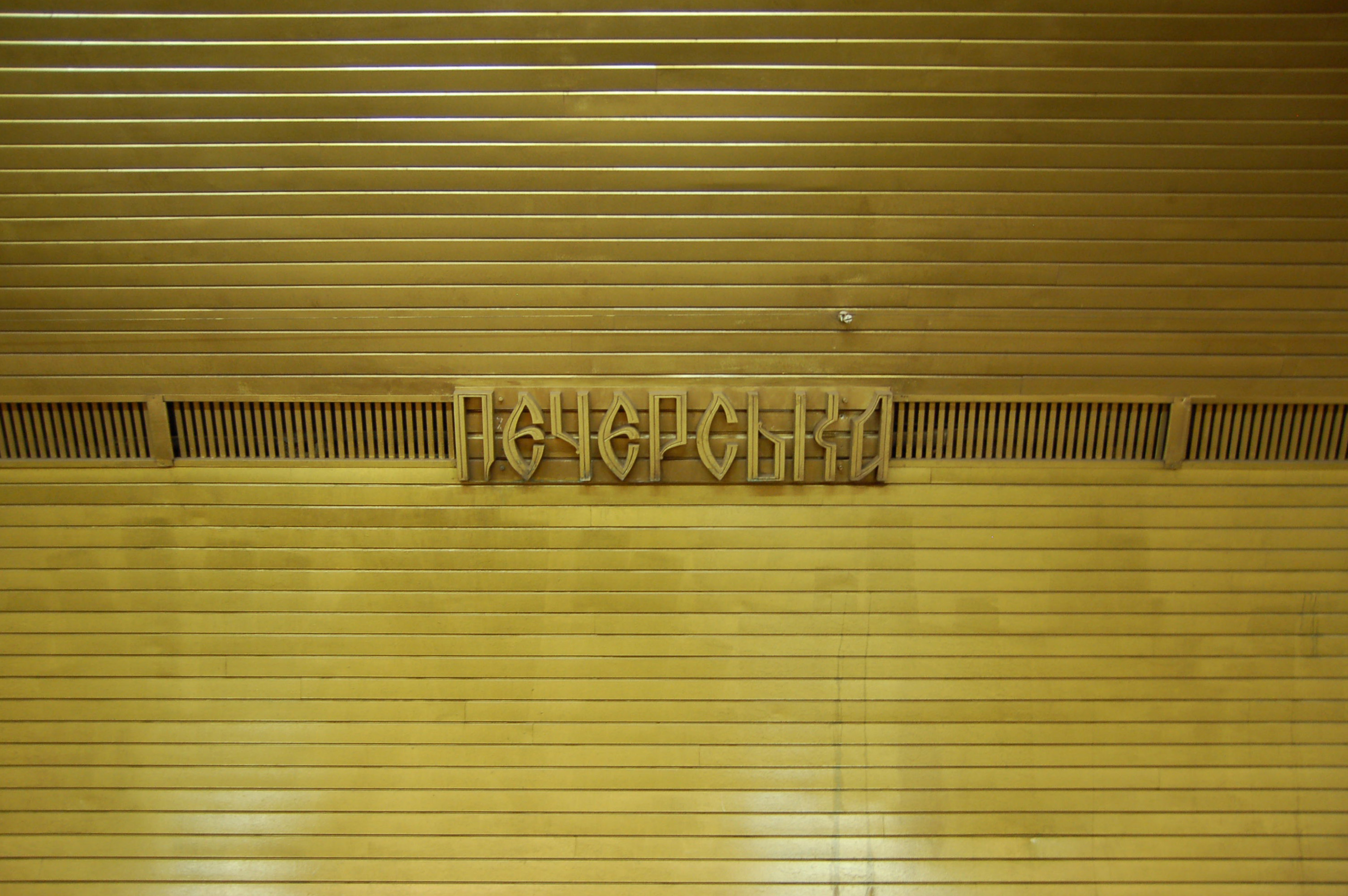
Название станции на путевой стене
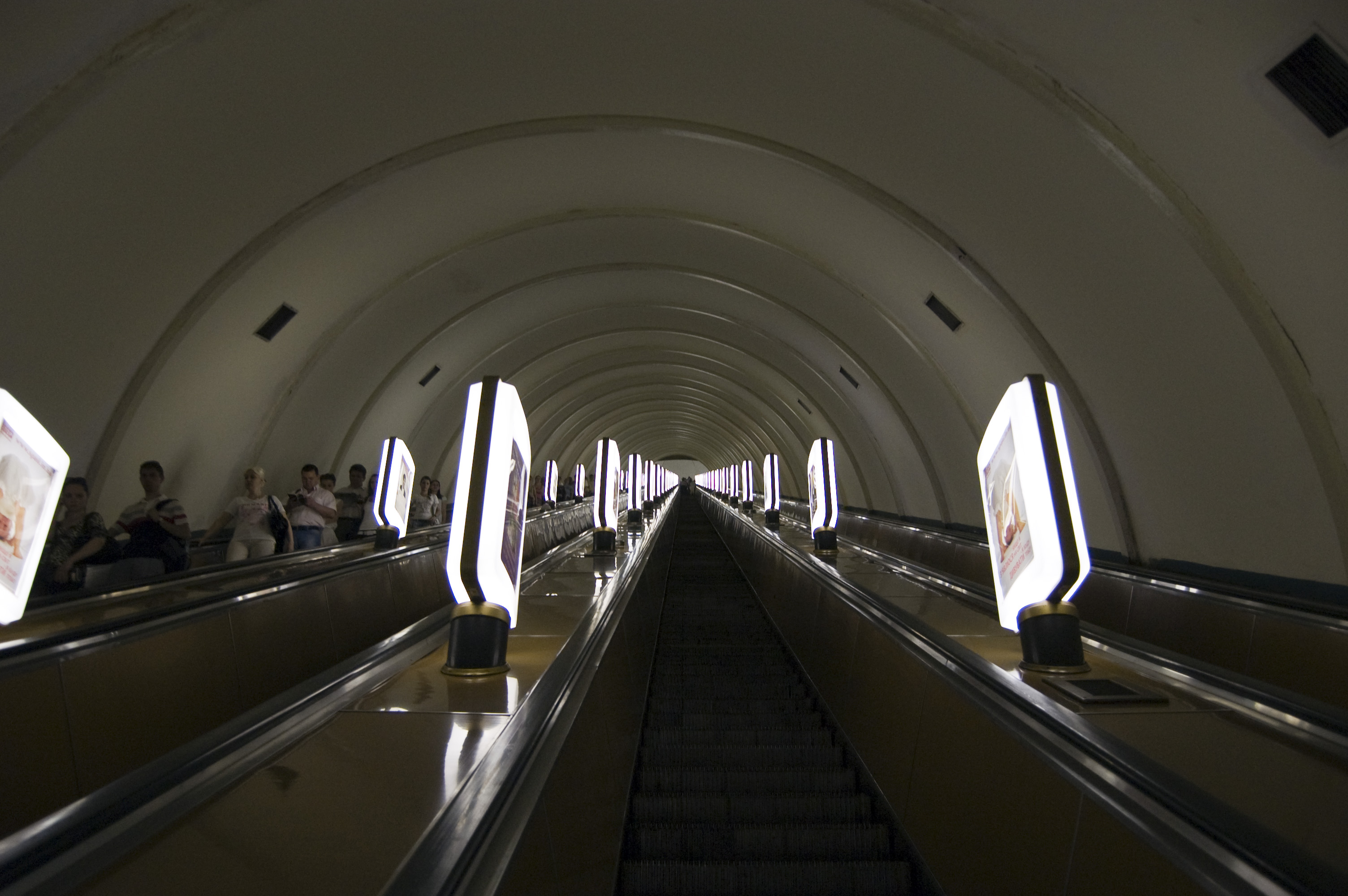
Нижний эскалаторный тоннель
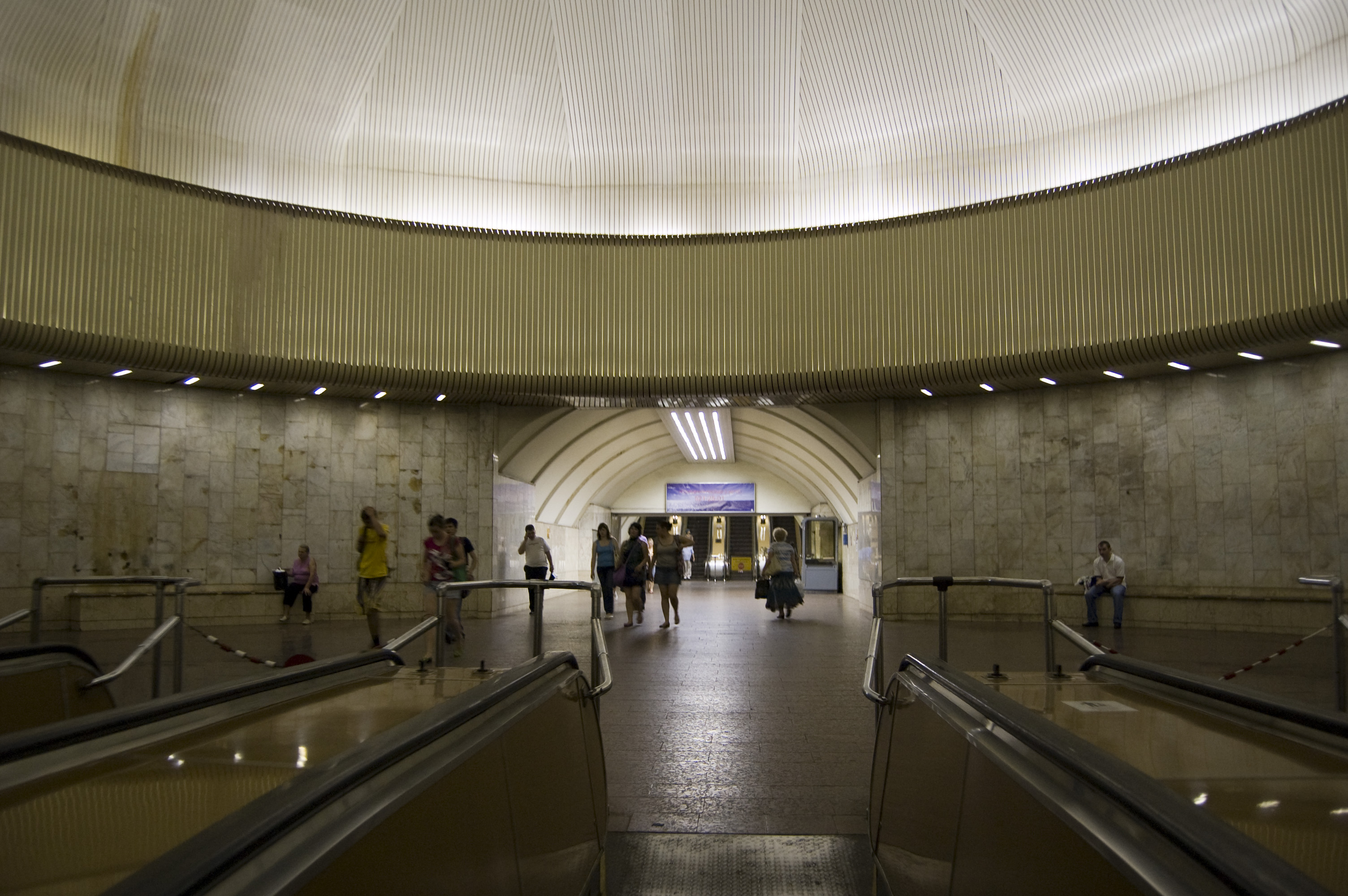
Промежуточный вестибюль
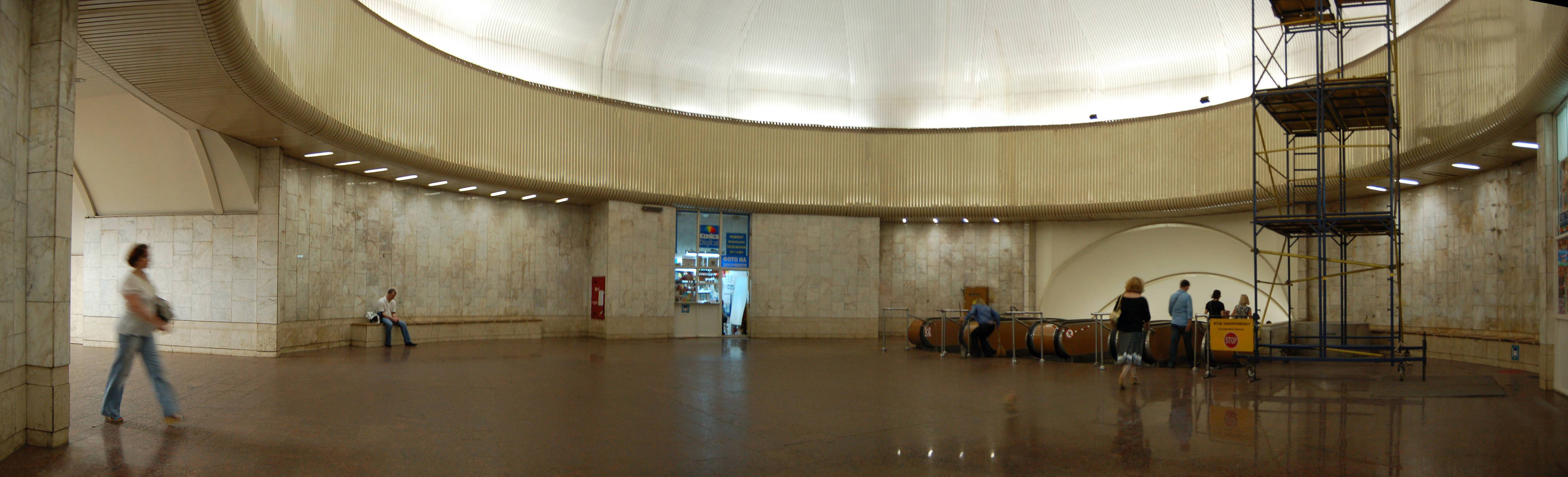
Промежуточный вестибюль, панорама
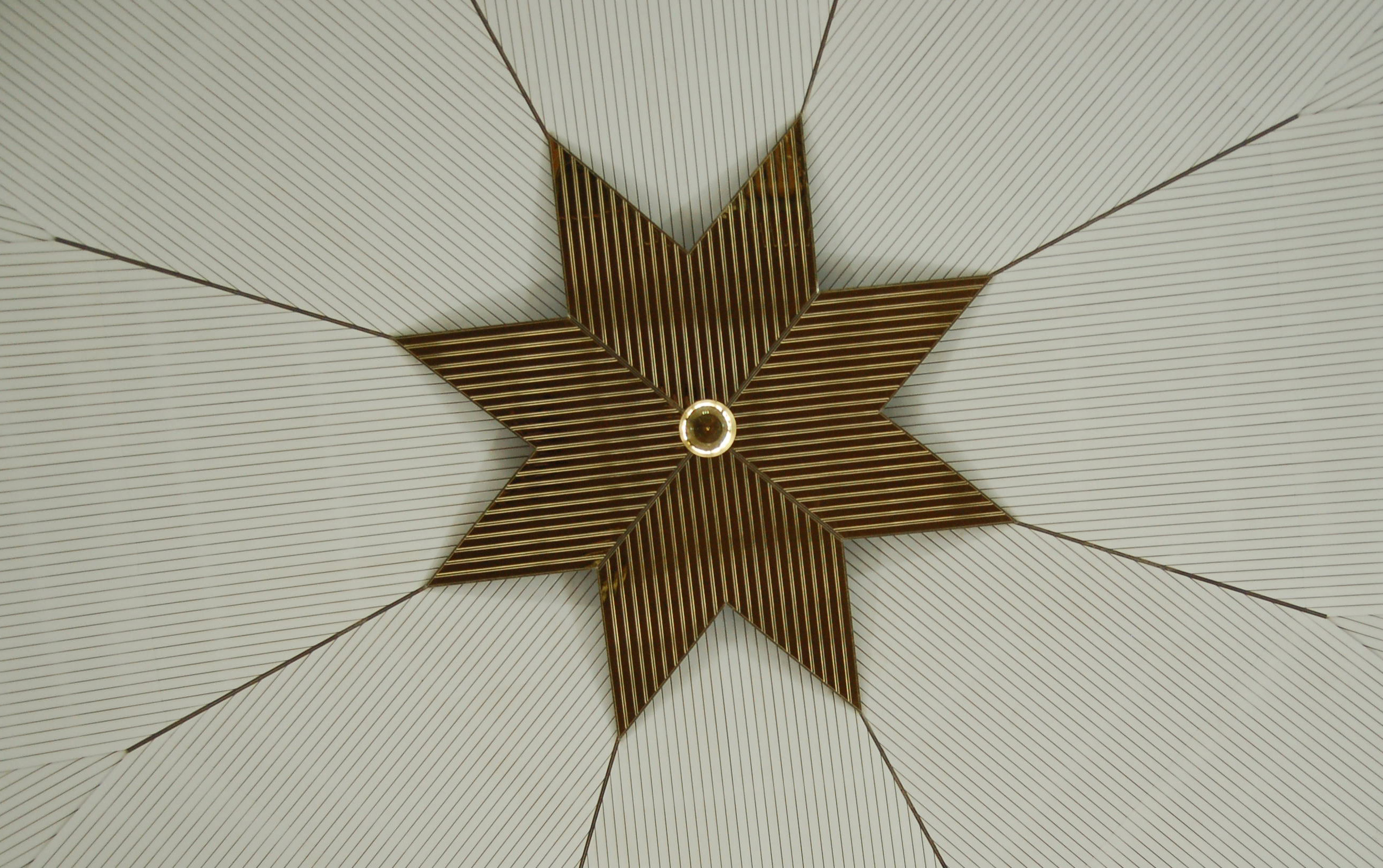
Композиция на своде промежуточного вестибюля

## Режим работы
Открытие — 05:42, закрытие — 00:11
Отправление первого поезда в направлении:
- ст. «Красный хутор» — 05:54
- ст. «Сырец» — 05:55

Отправление последнего поезда в направлении:
- ст. «Красный хутор» — 00:35
- ст. «Сырец» — 00:25

Расписание отправления поездов в вечернее время суток (после 22:00) в направлении:
- ст. «Красный хутор» — 22:25, 22:38, 23:55 23:11, 23:28, 23:45, 0:02, 0:16, 0:21
- ст. «Сырец» — 22:16, 22:28, 22:40, 22:57, 23:14, 23:30, 23:47, 0:04, 0:21